# Eletroacupuntura de Voll
Eletroacupuntura de Voll é uma pseudo-medicina alternativa, supostamente usada para diagnosticar doenças, mas para os quais há provas credíveis de que a capacidade de diagnóstico existe.